# Selenge
Selenge (em mongol:  Сэлэнгэ) é uma província da Mongólia. Sua capital é Sühbaatar.

## Distritos
Övörkhangay está subdividido em 17 distritos (sums):

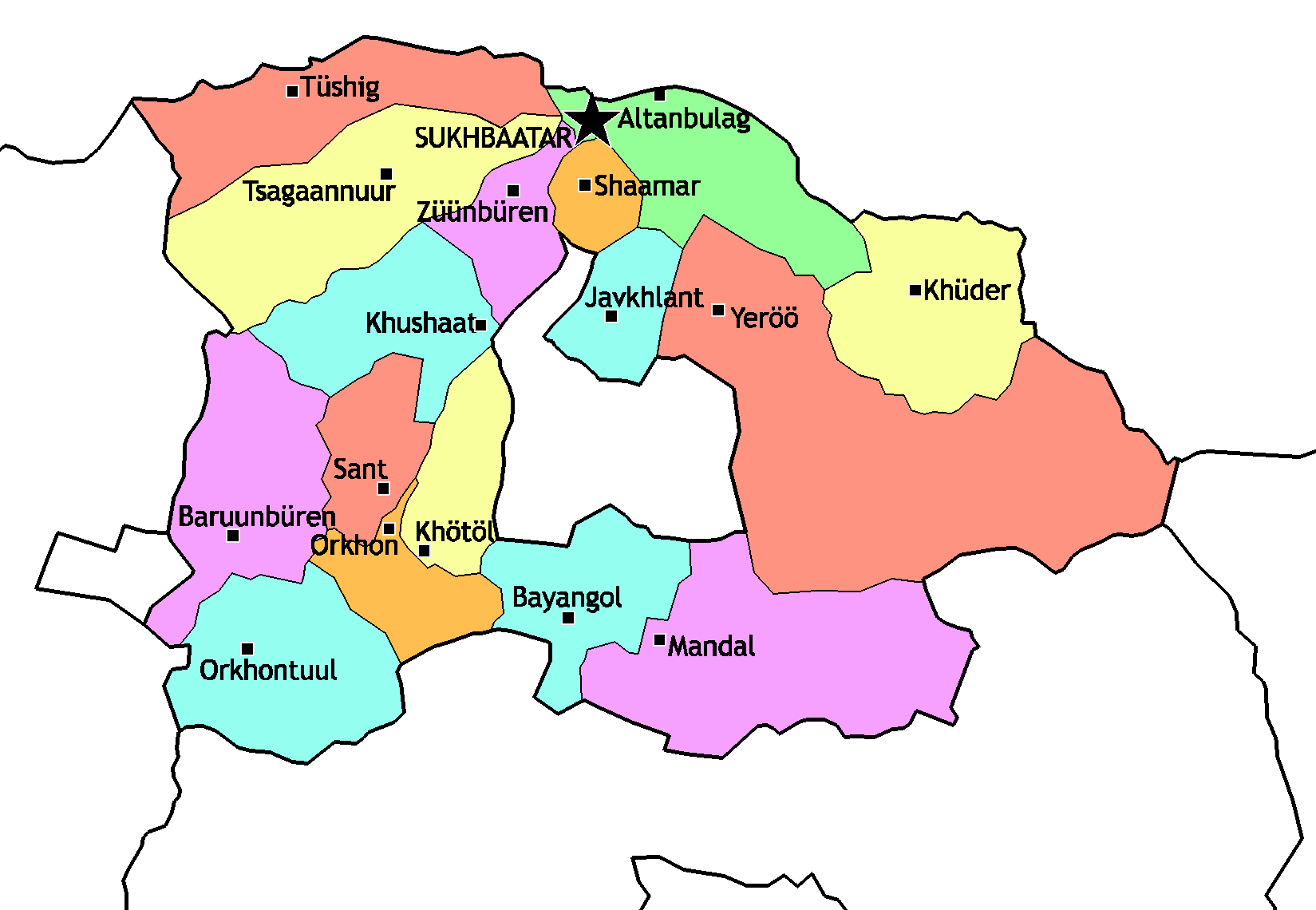
Sums de Selenge

| - Altanbulag - Baruunbüren - Bayangol - Javkhlant - Khüder - Khushaat - Mandal - Orkhon - Orkhontuul | - Sant - Saikhan - Shaamar - Sükhbaatar - Tsagaannuur - Tüshig - Yeröö - Züünbüren |